# Шахонино
Шахонино — деревня в Даниловском районе Ярославской области, входит в состав Дмитриевского сельского поселения.

## География
Расположена в 11 км на северо-восток от центра поселения села Дмитриевского и в 40 км на юг от райцентра города Данилова. 

## История
Погост Воскресенский в Блудове располагался в непосредственной близости от деревни Шахонино. Каменная церковь на погосте во имя Воскресения Христова строилась с 1792 по 1813 год. Помимо престола во имя Воскресения Христова храм имел также придел во имя Казанской Божьей Матери и Николая Чудотворца. 
В конце XIX — начале XX века деревня Шахонино и Воскресенский погост входили в состав Богородской волости Даниловского уезда Ярославской губернии.
С 1929 года деревня входила в состав Глухаревского сельсовета Даниловского района, в 1944 — 1959 годах — в составе Середского района, с 1954 года — в составе Дмитриевского сельсовета, с 2005 года — в составе Дмитриевского сельского поселения.

## Население
| 1859 | 2002 | 2007 | 2010 |
| ---- | ---- | ---- | ---- |
| 45   | ↘0   | →0   | →0   |

## Достопримечательности
В деревне расположена недействующая Церковь Воскресения Христова (1800).